# 新蒙杜 (巴伊亞州)
新蒙杜（葡萄牙語：Mundo Novo）是巴西巴伊亚州的一个市镇。总面积1496.144平方公里，总人口14286人，人口密度9.5人/平方公里。